# Doredos

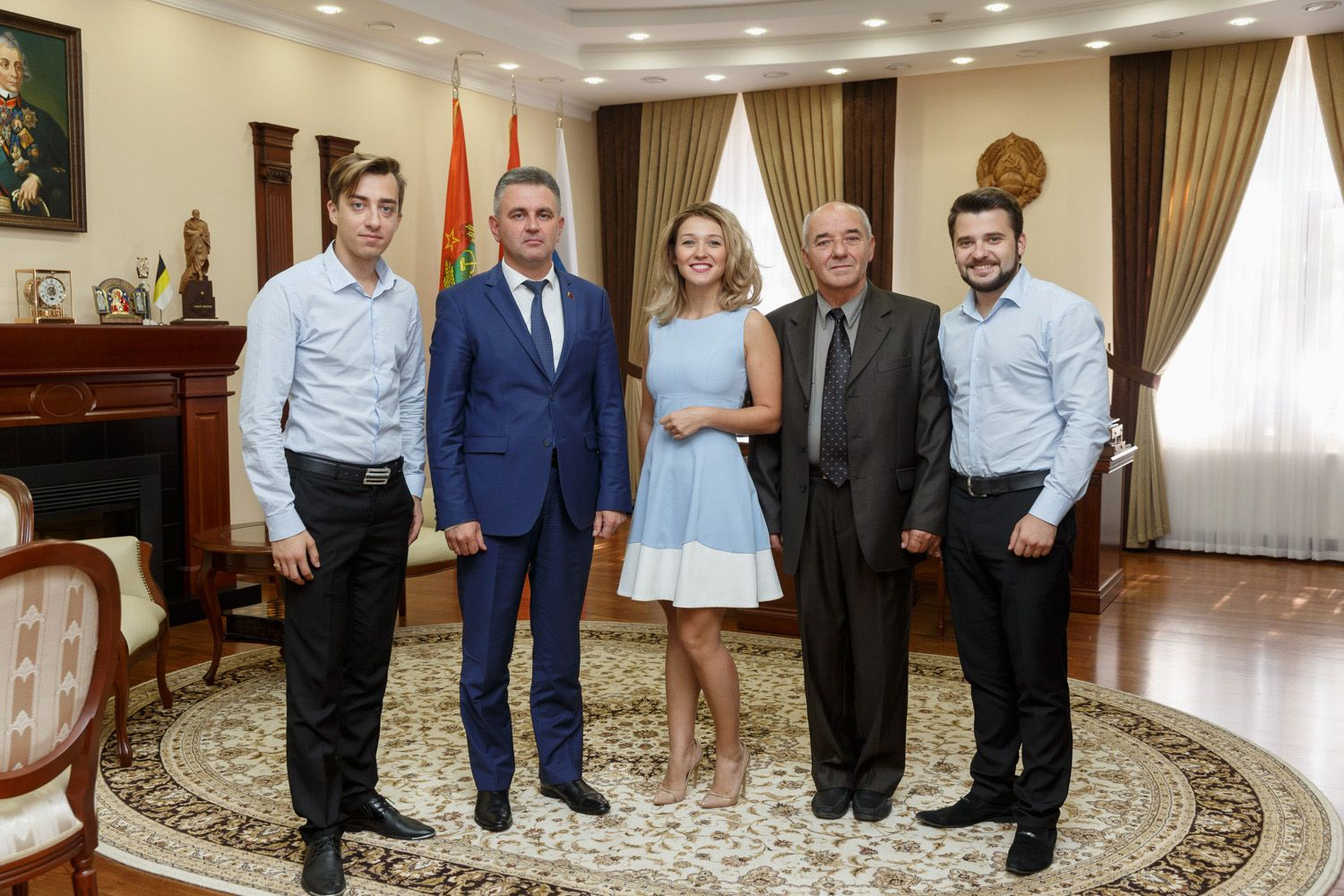
Doredos med Transnistriens president Vadim Krasnoselsky (2:e från vänster), 2017.

Doredos, stiliserat som DoReDoS, är en moldavisk musikgrupp som representerade sitt land i Eurovision Song Contest 2018 i Lissabon, Portugal.
Gruppen består av medlemmarna Marina Djundiet, Eugeniu Andrianov och Sergiu Mîța.